# جامعة أمين العقال الحاج موسى آق أخاموك – تامنراست
جامعة أمين العقال الحاج موسى آق أخاموك، هي جامعة بولاية تمنراست الجزائرية.

## تاريخ
أنشئت أوّل نواة للمركز الجامعي بتامنغست في شهر سبتمبر من عام 2004م، وعرفت تحولات عديدة ومتسارعة في هيكلتها التنظيمية والبيداغوجية، فمِنْ ملحقة في سنة  2004 م إلى مركز جامعي سنة2006 إلى جامعة سنة 2020 